# Dark Kingdom
El Reino Oscuro (ダークキングダム Dāruku Kingudamu?, gairaigo del inglés "Dark Kingdom"), también conocido como "Negaverso" en las versiones dobladas del anime o como "Reino de la Oscuridad" en el doblaje de España, es un grupo de antagonistas de la metaserie de anime y manga Sailor Moon. Los miembros del Reino Oscuro son los primeros villanos que aparecen en la historia; así como también los responsables de la destrucción de un antiguo reino, el Milenio de Plata, en un olvidado pasado remoto. Su propósito es aniquilar a todos aquellos que tengan un vínculo con el antiguo Reino de la Luna, para así poder sumir al mundo en la absoluta oscuridad.

## Historia
Este grupo aparece en la primera temporada como una sociedad secreta de origen desconocido, cuyos miembros utilizan poderes sobrenaturales para atacar a personas comunes de la ciudad de Tokio de manera encubierta. Sus motivos, si bien malintencionados,  permanecen oscuros por la mayor parte de la temporada, al igual que la verdad sobre su origen. La líder de facto del Reino Oscuro es una mujer pelirroja de aspecto antropomórfico a quien los integrantes del grupo se refieren como "la Reina Beryl". Más adelante, sin embargo, se revela que Beryl en verdad sigue las órdenes de una criatura maligna y sobrehumana conocida como Metalia. Esta criatura, a veces denominada "Reina Metalia", es una poderosa entidad demoníaca que ha permanecido encerrada o dormida desde tiempos antiguos y que requiere de la energía de miles de personas humanas para despertar o liberarse por completo.
En la serie de Sailor Moon y su precuela Codename wa Sailor V se narra que, antes de ser encerrada o forzada a un estado de permanente somnolencia, Metalia apareció por primera vez en tiempos muy remotos, cuando existía en la luna un antiguo reino llamado el Milenio de Plata. Metalia intentó adueñarse del planeta Tierra, por lo que muchos habitantes de la Tierra y la Luna unieron fuerzas para intentar detenerla. A pesar de ello, esta logró hechizar a la mayor parte de los habitantes terrestres, para inducirlos a obedecer sus órdenes. Con la ayuda de una mujer, quien resultó ser la futura Reina Beryl, logró incitar a las personas de la Tierra a la guerra en contra de la Luna; para así obtener el control sobre ambos mundos. Su objetivo era, también, el Cristal de Plata; un objeto mágico y misterioso que otorgaba poder a los habitantes del reino lunar. 
Por estas razones, la Reina Serenity de la Luna decidió encerrar a Metalia de manera permanente; en el interior del planeta Tierra. Sin embargo, la reina sabía que el poder que la mantenía encerrada se debilitaría algún día, y que cuando esto pasara la perversa entidad lograría liberarse nuevamente.
En el futuro, tal predicción se confirma cuando Metalia y sus aliados se liberan y regresan al mundo en los tiempos modernos, para reiniciar sus planes de conquista en pleno siglo XX. Entonces, las antiguas guerreras del Milenio de Plata, que han reencarnado en la Tierra, son quienes deciden hacerles frente. Renacidas como personas normales, Sailor Moon y las Sailor Senshi (jóvenes justicieras de la serie) combaten de esta manera a esos villanos, con poderes heredados de una existencia anterior a la presente.
Casi todos los miembros de este grupo llevan nombres derivados de minerales y piedras preciosas. Dentro de la cronología argumental de toda la saga, el Reino Oscuro es presentado por primera vez en Codename wa Sailor V; donde aparece como el verdadero enemigo detrás de la Dark Agency.

## Miembros

### Reina Metalia
La Reina Metalia (クイン・メタリア Kuin Metaria?, "Energía Metalia" en el doblaje de España y "Negafuerza" en el doblaje latino), también llamada por el seudónimo de "Gran Gobernante" (大いなる支配者 Ōinaru shihai-sha?), es una poderosa entidad sobrenatural que cumple el rol de líder suprema del Reino Oscuro; aunque solo ejerce una participación real hacia el final de la primera temporada. Oculta en las sombras, ha intentado esparcir su maldad sobre el planeta Tierra desde los tiempos del antiguo Reino de la Luna. En un principio, solo establece un contacto directo con la reina Beryl; mientras que todos los demás miembros de la organización reciben sus órdenes de manera indirecta. Esto se debe a que Metalia se encuentra sellada en un estado de gran debilidad o somnolencia; a causa del hechizo con el cual fuera derrotada por primera vez, por la benévola Reina Serenity, en épocas remotas. Desde su encierro, la convaleciente entidad se prepara para terminar lo que no pudo hacer en el pasado; para lo cual es capaz de hechizar, manipular y alimentarse de la energía de los seres humanos, así como también dotar a sus seguidores de grandes poderes sobrenaturales. Bajo sus órdenes, la reina Beryl y los suyos se dedican a buscar el Cristal de Plata (un objeto cuyo poder puede fortalecer a Metalia), con el fin de ayudarla a liberarse definitivamente.
Metalia es mostrada como una entidad compuesta de una gran masa de energía que puede comunicarse con una voz femenina y cambiar de forma. Solo en el manga, puede adoptar una silueta oscura, monstruosa y antropomorfa. En el presente, tras los constantes fracasos de los Shitennō, Beryl hace que Metalia controle al héroe enmascarado, Tuxedo Mask, con el fin de enviarlo tras Sailor Moon a robarle el Cristal de Plata; que ella tiene consigo. Finalmente, aunque en última instancia Metalia consigue escapar de su encierro, sus planes son detenidos por Sailor Moon quien la sella de nuevo; aniquilándola esta vez para siempre.
En las reediciones japonesas originales del manga, su nombre fue escrito en letras latinas como "Reina Metaria".
- Manga

En el manga y en Crystal, esta entidad es descrita al principio como una especie de criatura del espacio compuesta de oscuridad y sin substancia física; a quien a menudo califican de "demonio" (悪魔 akuma?) y de "dios de las tinieblas" (暗黒の神 ankoku no kami?). Sin embargo, más tarde, el manga revela que en realidad se trataba de una de las criaturas nacidas de Chaos, el verdadero oponente final de las Sailor Senshi; que solo hace su aparición hacia el final de toda la serie. Como otras creaciones de Chaos, por lo tanto, Metalia también era capaz de absorber la energía de otros seres vivos para aumentar su propio poder.
Según se cuenta, en los tiempos del antiguo Reino de la Luna, el nacimiento de Metalia se produjo en el Sol (junto con un gran aumento de la radiación solar); tras lo cual la criatura logró trasladarse a la Tierra por medio de un cometa. Cuando el príncipe de la Tierra (Endymion) y la princesa de la Luna (Serenity) se enamoraron, Metalia aprovechó la oportunidad para manipular las emociones de las personas de la Tierra que no estaban de acuerdo con la unión de la pareja; provocándolos a atacar el reino lunar, como parte de su plan de hacerse con el Cristal de Plata de la Luna para sus propios fines. Entre estas personas se encontraban los cuatro Shitennō así como la futura reina Beryl (en ese entonces una persona corriente). Incapaz de soportar la idea de que Endymion amara a la Princesa de la luna, Beryl dejó que Metalia ejerciera el control sobre ella, para así obtener su venganza por medio de los poderes que la perversa entidad podía otorgarle. Una vez iniciada la guerra, sin embargo, la entidad fue sellada por la Reina Serenity y puesta en animación suspendida en el Polo Norte.
En el siglo XX, el lugar donde se encuentra encerrada Metalia es descubierto por una reencarnada Beryl, quien vuelve a ponerse al servicio de la entidad junto con los Shitennō. Finalmente, tras encontrar nuevamente a sus enemigos, Metalia toma posesión del cuerpo del renacido Endymion (Tuxedo Mask) para atacar a una también renacida princesa Serenity (Sailor Moon); quien se ve obligada a luchar contra el joven en defensa propia. Una vez que ambos caen inconscientes, Metalia absorbe los cuerpos de la pareja junto con el Cristal de Plata de Sailor Moon. Luego crece y se desarrolla tras alimentarse de la energía del cristal, dispuesta a apoderarse del mundo entero. Sin embargo, Sailor Moon y Tuxedo Mask despiertan dentro de la criatura y descubren su punto débil; con lo cual la destruyen por completo.
- Anime de los años 90

En la serie de anime de los años 90, si bien se la caracteriza como una criatura compuesta de "energía maligna" (邪悪なエナジー jaakuna enajī?), el origen de Metalia (anterior a su ataque al Reino de la Luna) permanece en su mayor parte como un misterio. En el pasado, esta entidad ayudó a Beryl a corromper a las personas de la Tierra. Luego, durante el ataque que realizaron contra el Milenio de Plata, se muestra que intervino personalmente para enfrentarse a las Sailor Senshi del Sistema Solar Interno, para después tomar las vidas de los jóvenes herederos de los reinos de la Tierra y la luna (el príncipe Endymion y la princesa Serenity). Este proceder llevó a la madre de la princesa, la Reina Serenity de la Luna, a sacrificar su propia vida para encerrar a Metalia mediante un hechizo. 
Hacia la mitad de la temporada, en el capítulo 25, la reina Beryl por fin logra establecer una nueva comunicación, en el presente, con la adormecida entidad; de quien se dice que había estado hasta entonces sumida en un profundo letargo. Sin embargo, la propia Metalia explica que su frágil estado de vigilia depende de un continuo re-abastecimiento de energía; el cual solo puede conseguir completamente por medio del Cristal de Plata. Con este objetivo, la criatura revela que el Cristal de Plata ya no se encuentra entero; sino que se ha dividido en siete pedazos o "cristales arcoíris", actualmente en posesión de los reencarnados Siete Grandes Youma. Más adelante, cuando el Cristal de Plata se encuentra ya en poder de la renacida princesa Serenity (Sailor Moon), ella y sus amigas advierten el alarmante crecimiento de una anormal mancha negra en el Sol (un fenómeno que antes solo se había producido en una ocasión, en las vísperas de la devastación del Reino de la Luna). En ese momento Metalia anuncia que, una vez que la mancha termine de cubrir totalmente el Sol, ella resurgirá de nuevo.
Entretanto, luego de que el reencarnado Endymion (Tuxedo Mask) cae en manos del Reino Oscuro, la reina Beryl consigue que Metalia borre todos los recuerdos del joven; para convertirlo en un miembro del bando enemigo. Aunque tratan de enviarlo tras Sailor Moon en busca del cristal, finalmente él acaba por recuperar toda la memoria. Después, Tuxedo Mask sacrifica su propia vida para asestar un golpe mortal a Beryl; tras lo cual Metalia toma posesión del cuerpo moribundo de esta, transformándola en una enorme figura femenina dotada de todos sus poderes. Sailor Moon, transformada temporalmente en la Princesa Serenity, la enfrenta entonces y la destruye con ayuda del poder del Cristal de Plata y de las almas de las fallecidas Sailor Senshi (Sailor Mercury, Mars, Jupiter y Venus); quienes reviven una vez finalizada la batalla, al igual que el propio Tuxedo Mask.
- Serie de acción real

En Pretty Guardian Sailor Moon, la reina Metalia es una especie de fuerza milenaria a la cual la reina Beryl intenta despertar y controlar, alimentándola con energía del planeta Tierra. Después de que Usagi (Sailor Moon) recupera la memoria de su vida pasada como la princesa, haciendo aparecer el Cristal de Plata, el poder de Metalia repentinamente comienza a crecer exponencialmente. Esto es porque su poder y el poder del cristal están conectados de una manera misteriosa (que nunca es totalmente explicada), y cada vez que uno de ellos hacía uso de su propia energía, la otra parte resultaba afectada también.
A medida que el poder de Metalia aumenta, esta empieza a comandar varios monstruos "Youma" de manera directa; prescindiendo de Beryl completamente. Aunque estos nuevos youma (vestidos de negro) resultan físicamente débiles, lo contrarrestan al atacar en grandes grupos. Más adelante, por otra parte, Metalia consigue combinar a varias de sus criaturas para crear un único y poderoso "gran youma", al cual envía en varios episodios a drenar la energía de personas al azar; por toda la ciudad de Tokio. Cada vez que Sailor Moon y las Sailor Senshi se enfrentan a él, el monstruo escapa luego de absorber la energía de sus ataques; volviéndose más fuerte. Con el tiempo, la propia Metalia acaba por tomar posesión de este youma; hasta que Sailor Venus consigue expulsarla fuera de él. Después de que el youma es abandonado por Metalia, las justicieras unen fuerzas para acorralarlo, destruyendo al monstruo definitivamente en el episodio 46.
En el Reino Oscuro, mientras tanto, el crecimiento de Metalia ha empezado a preocupar a la reina Beryl; quien teme que la entidad termine por destruir la Tierra, antes de que ella pueda conquistarla con su poder. Por está razón, intenta por varios medios disminuir las fuerzas de Metalia; pero sin éxito. Hacia el fin de la serie, en consecuencia, Mamoru intenta contener a Metalia, encerrándola dentro de su propio cuerpo. Sin embargo, la malévola criatura termina por poseerlo también; convirtiéndolo en una nueva forma de sí misma. Con esto, ambos finalmente son destruidos por una vacilante Sailor Moon; quien más tarde y luego de varias dificultades consigue revivir al joven (en su forma original y libre ya, completamente, de toda influencia maléfica).

### Reina Beryl
La Reina Beryl (クイン・ベリル Kuin Beriru?) es la antagonista principal de la primera temporada. Subordinada solo a Metalia, ella es la líder visible del Reino Oscuro.  Los cuatro "Shitennō" o grandes generales Jadeite, Nephrite, Zoisite y Kunzite se encuentran, a su vez, a sus órdenes. Mostrada como una mujer pelirroja de edad adulta, Beryl sobresale por su abundante cabello rojo, largo y ondulado, al igual que por sus rasgos contra natura. Entre estos se cuentan sus colmillos, las uñas extremadamente largas de sus manos y sus grandes orejas puntiagudas. Estos hacen referencia a su alterada condición humana, pues en el manga se cuenta que Beryl era una mujer de apariencia ordinaria antes de unirse a Metalia y transformarse en la nueva comandante del Reino Oscuro.
Al principio, la reina Beryl aparece como una especie de hechicera malévola decidida a hacerse con la energía de una misteriosa joya perdida, conocida como el Cristal de Plata; así como también a robar la mayor cantidad de energía posible de los propios seres humanos. Toda esta energía es necesaria para que la poderosa criatura a la que sirve, Metalia, pueda liberarse del encierro en que se encuentra y dominar al mundo entero. Conforme avanza la serie, se revela que Beryl y Metalia aparecieron por primera vez en tiempos antiguos en que ambas manipularon a las personas terrestres que sentían hostilidad hacia un antiguo reino en la luna, el Milenio de Plata. Sus acciones provocaron la destrucción del reino lunar, por lo cual la Reina Serenity decidió encerrar a Metalia mediante un hechizo. Beryl, por su parte, fue la principal responsable de la muerte de la hija de la reina, la Princesa Serenity; junto con la de su amado, el Príncipe Endymion.
En el presente, Beryl vuelve a aparecer para liberar a Metalia e intentar apoderarse de la Tierra, así como para también vengarse del Milenio de Plata y de su princesa; quien ha reencarnado en el siglo XX como la protagonista Usagi Tsukino también conocida como "Sailor Moon".
- Manga

En el manga y Sailor Moon Crystal se cuenta que antes de la aparición de Metalia, Beryl era una joven común y corriente; quien estaba secretamente enamorada del príncipe de la Tierra, Endymion. Sin embargo, éste amaba a la princesa de la Luna, Serenity, lo cual produjo que Beryl se llenara de celos. La oportunidad de cambiar su suerte se le presentó cuando conoció a Metalia, una poderosa entidad maligna capaz de controlar a los seres humanos para sus propios fines; la cual había llegado a la Tierra por medio de un cometa proveniente del sol. Al ver que planeaba atacar el reino de la luna y apoderarse del Cristal de Plata, Beryl decidió unirse a ella; con el fin de eliminar a la princesa Serenity y gobernar el mundo en compañía de Endymion.
Con el poder de Metalia, Beryl logró incitar a los terrestres contra el reino de la Luna y formar un nutrido ejército, conocido como el "Reino Oscuro". Cuando logró manipular a los cuatro Shitennō (guerreros de Endymion) y sumarlos también a su bando, los nombró sus principales generales. El Reino Oscuro inició entonces una guerra cruenta contra el reino de la luna. Endymion murió a manos de la propia Beryl, al intentar proteger a la princesa Serenity; mientras que la princesa, movida por el dolor, decidió quitarse la vida. Una de sus guardianas, Sailor Venus, logró atravesar a Beryl con una espada; pero tanto ella como las otras Sailor Senshi del Sistema Solar Interno murieron a manos de las huestes del Reino Oscuro. Ambos mundos resultaron devastados, por lo cual la Reina Serenity decidió usar el Cristal de Plata para sellar a Metalia en el interior del planeta Tierra. Sin embargo, la tristeza de la reina debilitó el poder del cristal; y ella sabía que el sello se rompería en el futuro. Consciente de que sus seres queridos (al igual que sus enemigos) podrían ser algún día reencarnados, Serenity decidió enviar a los gatos Luna y Artemis a la Tierra del futuro, con el objetivo de que reunieran de nuevo a las Sailor Senshi. 
Ya en el presente, la reina Beryl es reencarnada como una joven expedicionaria, quien durante uno de sus viajes de exploración encuentra accidentalmente el lugar donde está encerrada Metalia. Entonces, tras reclutar (y engañar) nuevamente a los reencarnados Shitennō, una Beryl mucho más reticente se dispone a encontrar el Cristal de Plata y derrotar a las Sailor Senshi; quienes han renacido en la Tierra al igual que la princesa de la Luna. Al descubrir que Tuxedo Mask es la reencarnación de Endymion, Beryl decide secuestrarlo, aprovechando la vulnerabilidad del héroe tras haber sido herido en una batalla previa. El cuerpo del joven es entonces puesto bajo un hechizo, para forzarlo a obedecer a Beryl e ir tras la renacida princesa Serenity (Sailor Moon) en busca del cristal. Una vez que encuentran a la guerrera, Beryl intenta estrangularla, pero las otras Sailor Senshi la detienen. En el manga, Sailor Venus destruye a Beryl al herir mortalmente a la líder enemiga; en Sailor Moon Crystal, en cambio, esta perece una vez que Sailor Moon logra destruir su centro de poder, el cual es su collar. Entonces Beryl fallece por segunda vez, mientras pronuncia el nombre de Endymion y recuerda los tiempos antiguos en que se había enamorado del príncipe, en su anterior vida.
- Anime de los años 90

La primera serie de anime, realizada en los años 90, no revela datos acerca del pasado de Beryl antes de su unión a Metalia. Solo se narra que esta era una hechicera (魔道士 madō-shi?) que, obsesionada con la poderosa y maligna energía de esta entidad, se sirvió de la misma para lavarles el cerebro a los terrícolas que envidiaban la longevidad de las personas de la luna; con el fin de hacer que la ayudaran a conquistar ambos reinos. Por otra parte, si bien ella ama al príncipe de la Tierra, Endymion, no se muestra ningún dato de cuándo, dónde o cómo lo conoció; y ni ella ni los Shitennō parecen haber tenido un pasado digno de mencionar antes de unirse al Reino Oscuro. Aun así, la reina Beryl y los Shitennō (que junto a Metalia habían sido detenidos mediante un hechizo mágico, por la Reina Serenity de la Luna) inesperadamente regresan al mundo en tiempos modernos; para finalizar lo que empezaron milenios atrás. Entonces, una Beryl mucho más autoritaria, controladora y temida (y con toda una gran corte de súbditos a su servicio) vigila constantemente la labor de los cuatro Shitennō; bien de cerca y con puño de hierro.
Estos últimos están también bajo su mando; pero aquí parecen tener menor autonomía, y es Beryl quien supervisa las estrategias de combate de cada uno, de manera mucho más estricta y directa. Con frecuencia, la Beryl de esta primera adaptación de anime exige a los Shitennō informes de sus progresos y actividades; e incluso elimina a dos de ellos personalmente, una vez que decide que ya no son útiles. En las otras versiones del manga, de Sailor Moon Crystal y de la serie de acción real, en contraste, una Beryl más ambivalente y menos leal a Metalia (sino que secretamente deshonesta, manipuladora y sutil) con frecuencia miente u oculta sus verdaderas metas tanto de la propia Metalia como de los cuatro Shitennō; quienes son allí los únicos miembros de su cortejo, y cuya ingenua lealtad ella logra utilizar en su propio beneficio, hasta que ellos deben ser vencidos por Sailor Moon y las Sailor Senshi.
Hacia el final de la primera temporada, Beryl hechiza al reencarnado Endymion (Tuxedo Mask) dos veces, enviándolo a luchar contra las justicieras protagonistas. Pero, en ambas ocasiones, el hechizo es roto por Sailor Moon, y Tuxedo Mask devuelto a la normalidad. Vencida, entonces, Beryl suplica a Metalia que se fusione con ella; para así convertirse en una especie de figura gigantesca, dotada de todos los poderes de aquella. A pesar de ello, la nueva criatura es derrotada por Sailor Moon con los poderes combinados del Cristal de Plata y de sus cuatro amigas, las otras Sailor Senshi.
- Serie de acción real

En Pretty Guardian Sailor Moon, al igual que en el manga, Beryl pide a los Shitennō que recolecten energía para Metalia, y que encuentren a la renacida princesa de la luna para obtener el Cristal de Plata. Desde el principio, sin embargo, los cuatro guerreros empiezan a causar problemas: Jadeite y Nephrite se vuelven rivales por sus afectos, Zoisite se vuelve más leal al renacido Príncipe Endymion que a ella, y Kunzite ha puesto sus ojos en el poder de Metalia para sí mismo. Para tener un mejor dominio de la situación, por lo tanto, Beryl continúa ocultándoles la verdad sobre sus vidas pasadas, y en algún momento de la trama crea una especie de "copia" de sí misma; la cual actúa bajo la identidad de una joven idol adolescente, "Mio Kuroki" (黒木ミオ Kuroki Mio?). Luego envía a Mio a la escuela de Usagi, con el fin de atormentar a esta y mantener vigilada a Minako Aino. Una vez que confirma que Mamoru Chiba es la reencarnación del Príncipe Endymion (su antiguo amor no correspondido), Beryl utiliza a los Shitennō como rehenes para forzar al joven a marcharse con ella, e incluso obliga a Nephrite a sacrificarse a sí mismo; como una demostración de lo que les sucederá a sus previos guardianes si Mamoru no obedece sus órdenes.
En el Reino Oscuro, posteriormente, Beryl hace que Jadeite introduzca una piedra mágica en el cuerpo del muchacho; cuyo propósito es debilitar a Mamoru y succionar su energía, si él se atreve a pensar en Usagi. La reina Metalia, mientras tanto, ha logrado aumentar su propio poder demasiado rápido, y Beryl pronto se vuelve incapaz de seguir controlándola. Con los poderes de Endymion, finalmente, Mamoru logra absorber toda la energía de la entidad, intentando contenerla dentro de sí mismo; pero esto, desafortunadamente, solo consigue que él termine siendo poseído por esta. Usagi Tsukino, como la justiciera Sailor Moon, se ve obligada a matar al joven para detener a Metalia; tras lo cual ella se transforma en la princesa y usa el Cristal de Plata para destruir totalmente al Reino Oscuro. Dándose por vencida, lentonces, la reina Beryl muere aplastada por los escombros de su propio palacio, siendo acompañada en sus últimos momentos por Jadeite; el único de los Shitennō que aún continuaba a su lado, voluntariamente.

### Los Cuatro Reyes Celestiales
Los Cuatro Reyes Celestiales (四天王 Shitennō o "Shitennou"?), también conocidos como  Reyes de los Cuatro Cielos o Los Cuatro Grandes del Reino de la Oscuridad en el España, son cuatro personajes llamados Jadeite, Nephrite, Zoisite y Kunzite (o "Malachite" en el doblaje latino). En España son conocidos como "Daniel", "Ramiro", "Zosite" y "Constite", respectivamente. Se trata de cuatro generales guerreros que han servido a la villana reina Beryl, líder del Reino Oscuro, desde los tiempos del Milenio de Plata. Su misión es encontrar la joya sagrada de ese antiguo reino lunar, el Cristal de Plata, y robar su energía para fortalecer a la entidad malévola a la que sirven: una criatura conocida como "la reina Metalia". En ausencia del Cristal de Plata, entretanto, roban secretamente la energía de los seres humanos, a menudo con ayuda de unos sirvientes monstruosos llamados "Youma" (妖魔 Yōma?, demonios hechiceros). El retorno de este malévolo grupo, así como sus ataques contra los humanos en pleno siglo XX, finalmente convencen a los últimos sobrevivientes del Reino de la Luna, los gatos Luna y Artemis, de encontrar y reclutar a las antiguas guerreras de su reino, las Sailor Senshi (que han reencarnado en la ciudad de Tokio como unas adolescentes comunes y corrientes), para defender nuevamente al planeta Tierra.
En la versión animada de los años 90, estos personajes aparecen solo como cuatro villanos que deben ser combatidos constantemente por la heroína de la serie Sailor Moon, con ayuda de Tuxedo Mask y de las otras cuatro Sailor Senshi de la primera temporada. Sin embargo, en algunos libros de arte, en la historia original del manga, en Sailor Moon Crystal y en Pretty Guardian Sailor Moon (la serie de acción real), en cambio, se cuenta que antes de caer bajo el control de Beryl protegían el mundo terrestre; bajo las órdenes del príncipe del Reino Dorado, Endymion. Sin embargo, cuando la entidad maligna llamada "Metalia" llegó a la Tierra para apoderarse del planeta, esta y Beryl hechizaron a estos cuatro guerreros para que les juraran su lealtad y asistieran en sus planes de atacar el Reino de la Luna. A partir de entonces, ellos se han dedicado a conspirar contra los seres humanos para dominar el mundo, cumpliendo las órdenes de Beryl. 
Solo en la serie de acción real, por otra parte, se ve a los Shitennō quedarse voluntariamente en el Reino Oscuro, incluso tras haber descubierto su verdadero origen; puesto que allí todos ellos tenían diversos motivos para seguir en el bando enemigo.
Los Shitennō son también mencionados brevemente al final del manga de Codename wa Sailor V (precuela de Sailor Moon), donde se los revela como superiores jerárquicos de Danburite, el líder de la Dark Agency.

### Youma
Los monstruos "Yōma" (妖魔 Youma?, demonios hechiceros), llamados "malignas" y "demonios" en México y "devilsters" en España, son seres de apariencia y poderes sobrenaturales que responden al Reino Oscuro durante la primera temporada. De aspecto usualmente humanoide y antropomorfo, obedecen a los miembros más poderosos del grupo, realizando diversas tareas delegadas para buscar el Cristal de Plata, esclavizar y robar secretamente energía de seres humanos, o para combatir al grupo de Sailor Moon, Tuxedo Mask y las otras cuatro Sailor Senshi de la primera temporada. Al inicio de casi todas las versiones de la serie, los ataques de estos monstruos contra los seres humanos provocan el regreso de varias antiguas guerreras del Milenio de Plata para combatir el mal, en pleno siglo XX.
Según las interpretaciones en cada una de las versiones, la mayoría de los youma tienen como habilidades básicas la teletransportación y la capacidad de luchar y de alterar su forma física, así como también el poder de hipnotizar a las personas y succionar su energía. En el manga original y en Sailor Moon Crystal, solo cuatro de estos monstruos llegan a aparecer ante las justicieras, consecutivamente; siendo los dos primeros "muñecos de tierra" creados y comandados por Jadeite, y los otros dos creados a partir de la "sombra mágica" de Nephrite, cuya fácil derrota a manos de las heroínas pronto convence a los Shitennō de actuar de manera más directa. En el anime de los años 90, en cambio, los youma son mucho más numerosos (actuando a veces en grupos y otras individualmente), y si bien en algunos casos son creados a partir de seres humanos hechizados, en muchos otros su origen no se explica manera explícita. Además, poseen rasgos y nombres personales (generalmente asociados a la temática de cada episodio), y suelen ser leales solo a uno de los principales villanos (como por ejemplo, solo a uno de los Shitennō, o solo a la propia reina Beryl). Solo en la trama de Pretty Guardian Sailor Moon (la serie de acción real) se mostró, por otra parte, a la propia líder suprema del Reino Oscuro, la reina Metalia, haciendo uso de varios guerreros youma, personalmente.
En el doblaje latinoamericano, por algún error de traducción o interpretación, a varias malignas se les nombra "Morgana", aunque Morgana es el nombre en el doblaje otorgado a Morga, la primera maligna en aparecer y que se hace pasar por la mamá de Naru Osaka.

### Dark Agency
La "Dark Agency" (ダーク・エージェンシー Dāku ējenshī?) es una organización maligna que aparecía en la precuela de la serie, Codename wa Sailor V. Esta era una antigua subsección del Reino Oscuro (Dark Kingdom), cuyos miembros se desempeñaban en el mundo de los espectáculos como empresarios o jóvenes idols, cantantes y actores, con el fin de robar secretamente la energía de la audencia para revivir a la reina Metalia. Su líder era Danburite (alias "Kaitou Ace"), uno de los protegidos de los Shitennou, quien fue el último oponente de la justiciera "Sailor V" (Minako Aino), antes de que esta conociera a Sailor Moon y adoptara el alias de "Sailor Venus" para unirse a las otras Sailor Senshi del Sistema Solar Interno.